# العلاقات الألبانية الفلسطينية
أقامت ألبانيا و‌دولة فلسطين علاقات دبلوماسية في عام 1990. وكانت ألبانيا قد اعترفت من قبل بدولة فلسطين بوصفها دولة منذ عام 1988. ولدى فلسطين سفارة في تيرانا لكن ألبانيا ليس لديها سفارة في فلسطين. وكلاهما عضو في منظمة التعاون الإسلامي.

## التاريخ
بدأت العلاقات بين ألبانيا ومنظمة التحرير الفلسطينية في وقت مبكر في منتصف الستينات. ومنذ ذلك الحين زار المسؤولون الفلسطينيون ألبانيا. وقد اعترفت ألبانيا بمنظمه التحرير الفلسطينية بوصفها المنظمة الشرعية الوحيدة للشعب الفلسطيني بحلول منتصف السبعينات، وأعقب ذلك افتتاح ممثلية دبلوماسية مقيمة في رومانيا.
بعد إعلان الاستقلال الفلسطيني، اعترفت ألبانيا رسميًا بالدولة الفلسطينية في عام 1988 وفي عام 1989 افتتحت سفارة دولة فلسطين، بتمثيل دبلوماسي كامل، في ألبانيا.
وبافتتاح السفارة، ازداد تطور العلاقات بين ألبانيا وفلسطين والتي توجت بزيارة تاريخية للرئيس الفلسطيني الراحل ياسر عرفات، في نهاية عام 1996.
وعلى الرغم من علاقات ألبانيا القوية تاريخيًا مع إسرائيل، ظلت العلاقات بين البلدين ودية. وكانت ألبانيا واحدة من البلدان الـ41 التي امتنعت عن التصويت على طلب فلسطين لدولة مراقب غير عضو في الأمم المتحدة في 29 نوفمبر 2012.
في عام 2015، كانت ألبانيا واحدة من البلدان الـ119 الأعضاء في الأمم المتحدة (من أصل 193) التي صوتت لصالح رفع العلم الفلسطيني في الأمم المتحدة.